# Herbert Lager
Herbert Lager (* 20. Juni 1907 in Wien; † 31. August 1992 ebenda) war ein österreichischer Gymnasiallehrer und Volkstanzforscher.

## Leben
Die Familie seines Vaters, eines Beamten, stammte aus dem Waldviertel, die seiner Mutter aus Österreichisch-Schlesien. Nach Besuch der Volksschule absolvierte Herbert Lager die Realschule in Wien, wo er 1924 maturierte und anschließend an der Universität Wien 1930 die Lehramtsprüfung für die Fächer Naturgeschichte und Turnen ablegte. 1940 heiratete er Gerda Liemberger; aus dieser Ehe entstammen 3 Kinder.
Herbert Lager trat sofort nach Beendigung seines Studiums in den Schuldienst in Wien ein, wo er zunächst an einem Gymnasium und später (bis 1940) an einer Lehrerbildungsanstalt unterrichtete. 1940–45 leistete Herbert Lager seinen Dienst in der deutschen Wehrmacht (1942 verwundet) und geriet zu Kriegsende in amerikanische Gefangenschaft. 
Nach seiner Entlassung diente er als Ausbildner der Gebirgsausbildungsschule der britischen Armee in Mallnitz und später im Gebiet des Zirbitzkogels (Steiermark). 1949 trat er wieder in den österreichischen Schuldienst ein, wo er bis 1969 unterrichtete. Diese Tätigkeit verband er mit umfangreichen sportlichen Aktivitäten, insbesondere auf dem Gebiet des Schilaufs, des Wildwasser-Sports und des Bergsteigens.

## Volkstanzpflege
Der Volkstanz und seine Nachbargebiete zogen Herbert Lager frühzeitig an und wurden immer mehr zu einem zentralen Aufgabenbereich seines Lebens. Erste Kontakte gab es für den damals 15-Jährigen beim Österreichischen Wandervogel, mit 18 besuchte er den ersten „Zoderkurs“. Mit 22 Jahren – 1929 – zählte er schon zum engeren Mitarbeiterkreis von Raimund Zoder. Daneben begann Herbert Lager mit der Leitung von Volkstanzkursen an der Wiener Universität und fungierte 1935 und 1939 als Tanzleiter bei mehrmonatigen Werbereisen des damaligen „Amts für Studentenwanderungen“ nach England und Südafrika. Nach dem Krieg nahm Herbert Lager 1949 in Wien mit der Übernahme des Volkstanzkurses des „Büros für Studentenwanderungen“ die volkstanzpflegerische Arbeit wieder auf. Aus diesen Lehrgängen ging der „Akademische Volkstanzkreis“ hervor, den er bis zu seinem Tod leitete (Sein Nachfolger ist Helmut Kurth). 1952 übernahm Herbert Lager auch die Tanzleitung der „Kathreintänze“ der „Arbeitsgemeinschaft der Wiener Volksgruppen“ (Wandervogel-Volkstanzfest im Fasching und Volkstanzfeste in Schönbrunn, später beim Belvedere) Zusätzlich fungierte er als Tanzleiter für Werbereisen des Büros für Studentenwanderungen nach Südafrika (1959 und 1973), Schweden (1965) und Norwegen (1968).

## Publizistische Tätigkeit und Lehrtätigkeit
1930 erschien Herbert Lagers erster Volkstanzforschungsbeitrag „Ein Boarischer aus dem Gesäuse“ in der Zeitschrift „Das Deutsche Volkslied“, dem 1940 das Volkstanzbuch „Unsere Tänze“ folgte. Nach dem Zweiten Weltkrieg nahm er seine publizistische Tätigkeit wieder voll auf. Insgesamt publizierte er etwa 200 wissenschaftliche Arbeiten, davon 70 Tanz-Aufzeichnungen. 1953 wurde ihm ein Lehrauftrag an der Akademie für Musik und Darstellende Kunst über „Brauchtum und Volksliedkunde“ erteilt, 1954 wurde er vom Landesjugendreferat für Wien im Einvernehmen mit dem Stadtschulrat mit der Durchführungen von Volkstanzkursen beauftragt. Ein wesentlicher Beitrag zur Volkstanzpflege bestand in der Leitung jährlicher Werkwochen der Bundesarbeitsgemeinschaft Österreichischer Volkstanz, die der Ausbildung und Weiterbildung von Tanzleitern diente.
Lager war Gründungsmitglied und langjähriger Leiter der Bundesarbeitsgemeinschaft Österreichischer Volkstanz und der Arbeitsgemeinschaft der Wiener Volkstanzgruppen, langjähriger Leiter des Akademischen Volkstanzkreises und des Wiener Kathreintanzes, Mitglied der Wissenschaftlichen Kommission des Österreichischen Volksliedwerkes und Mitarbeiter im Volkstanzarchiv Raimund Zoder.

## Ehrungen und Auszeichnungen
- Ehrenkreuz für Wissenschaft und Kunst I. Klasse
- Goldenes Ehrenzeichen für Verdienste um das Land Wien
- Raimund-Zoder-Medaille